# Armoiries de l'Écosse
 (mars 2022).
Si vous disposez d'ouvrages ou d'articles de référence ou si vous connaissez des sites web de qualité traitant du thème abordé ici, merci de compléter l'article en donnant les références utiles à sa vérifiabilité et en les liant à la section « Notes et références ».
Les armoiries de l'Écosse étaient les armoiries des rois et reines d'Écosse du XIIe siècle jusqu'à l'union de la couronne d'Écosse avec celle d'Angleterre en 1603.
Elles sont utilisées aujourd'hui comme un symbole de l'Écosse et le blason est écartelé dans les armoiries royales du Royaume-Uni.

## Description
Le blason est d'or au lion rampant de gueules armé et lampassé d'azur au double trescheur fleuronné et contre-fleuronné du même. Le heaume est d'or et au-dessus repose la couronne d'Écosse et le cimier, un lion couronné, de front, portant un sceptre et une épée. Conformément à l'usage écossais, la devise se trouve au-dessus des armoiries : In Defens est une contraction de In My Defens God Me Defend. Autour de l'écu se trouve le collier de l'ordre du Chardon. Les supports sont deux licornes enchainées et couronnées. Celle de dextre tient une bannière armoriée et celle de sénestre le drapeau national écossais. La terrasse comporte des chardons, la fleur nationale de l'Écosse.

## Histoire

### Avant 1603
Elles auraient été utilisées pour la première fois par Guillaume Ier d'Écosse au XIIe siècle. Les armoiries du Kyng of Scottz (roi des Écossais) sont décrites dans un registre du College of Arms de Londres.

### Union des Couronnes
En 1603, le roi d'Écosse Jacques VI hérite des trônes d'Angleterre et d'Irlande (sous le nom de Jacques Ier). Bien que les royaumes restent juridiquement distincts jusqu'en 1707, Jacques adopte un blason combinant les armes de chacun des royaumes (dont celles du royaume de France auquel à l'époque les rois d'Angleterre continuent officiellement de prétendre).
Deux versions sont utilisées : les armes d'Écosse sont mises en avant en Écosse, celles d'Angleterre ailleurs. Cet arrangement se poursuit jusqu'à nos jours où deux versions des armoiries royales du Royaume-Uni continuent d'exister.
|  |  |

Durant le règne de Charles II, les armes royales utilisées en Écosse sont augmentées de la devise de l'ordre du Chardon, Nemo me impune lacessit.

## Usages actuels
L'étendard royal d'Écosse est un drapeau armorié. Historiquement utilisé par les rois d'Écosse, il est aujourd'hui utilisé par le Premier ministre d'Écosse, le Lord Haut Commissaire de l'Église d'Écosse, le Lord Lyon et les Lords Lieutenants en Écosse[réf. nécessaire]. Il flotte également sur les résidences royales d'Écosse lorsque le souverain n'y séjourne pas[réf. nécessaire].
Les armoiries royales du Royaume-Uni, dont la version actuelle date de la reine Victoria, comporte toujours les armes d'Écosse et une version spécifique est utilisée en Écosse, qui met en avant les éléments écossais du blason[réf. nécessaire].
L'héritier de la Couronne porte en Écosse le titre de duc de Rothesay et dispose d'armoiries écossaises avec un écu d'Écosse où le lion est surmonté d'un lambel[réf. souhaitée].
Les armes de l'archidiocèse de Malines furent identiques à celles de l'Écosse jusqu'en 1961, date à laquelle il devient l'archidiocèse de Malines-Bruxelles. Les armes furent écartelées avec celles de la ville de Bruxelles.
|  |  |  |  |